# Mesosa senilis
Mesosa senilis es una especie de escarabajo longicornio de la subfamilia Lamiinae. Fue descrita científicamente por Bates en 1884.
Se distribuye por Japón. Posee una longitud corporal de 7-12 milímetros. El período de vuelo de esta especie ocurre en los meses de mayo, junio, julio, agosto, septiembre y octubre.
Mesosa senilis se alimenta de una gran variedad de plantas y arbustos de la familia Betulaceae, Aceraceae, Araliaceae, Cornaceae, Fagaceae y la subfamilia Tilioideae, entre otras.